# Camanche North Shore
Camanche North Shore è un census-designated place (CDP) degli Stati Uniti d'America, situato nello stato della California, nella contea di Amador.